# Willie Love
Willie Love (* 4. November 1906 in Duncan, Bolivar County, Mississippi; † 19. August 1953 in Jackson, Mississippi) war ein US-amerikanischer Bluespianist.

## Leben
Der wichtigste Einfluss auf Loves Klavierstil war Leroy Carr. 1942 traf er in Greenville Sonny Boy Williamson II., wo sie gemeinsam auf der Nelson Street, dem Zentrum der schwarzen Community der Stadt, spielten. Williamson war es auch, der Love zu Trumpet Records mitnahm. Dort spielte Love bei den ersten Aufnahmen Klavier.
Zwischen 1951 und 1953 nahm Love bei Trumpet unter eigenem Namen Platten auf. Bei der Aufnahme von Everybody's Fishing, seinem erfolgreichsten Titel, spielte Elmore James die Gitarre. Bei späteren Aufnahmen spielte Little Milton. Seine letzte Aufnahmesession war im April 1953. Bei dieser Session spielte er mit einem weißen Bassisten, was zur damaligen Zeit in Mississippi, dem Staat mit der strengsten Segregation, eine Seltenheit war. Im August 1953 starb er an den Folgen seiner langanhaltenden Trunksucht. Er liegt auf dem Elmwood Cemetery in Jackson begraben.
Auf der CD Greenville Smokin'  wurden im Jahr 2000 die noch vorhandenen Aufnahmen Loves veröffentlicht.